# Енглески парк
Енглески парк је врста неформалног стила уређења паркова који се појавио у 18. веку у Енглеској. Ова иновација се повезује са именом архитекте Ланселота Капабилити Брауна. Примери за енглеске паркове су „Енглески парк“ у Минхену, паркови у  Десау-Верлицу и Енглески парк у Јеревану.